# 世界ダンススポーツ連盟
世界ダンススポーツ連盟（World DanceSport Federation, WDSF）は1957年に設立されたダンススポーツの国際競技連盟。旧称国際ダンススポーツ連盟（IDSF）。

## 概要
国際オリンピック委員会（IOC）承認団体。2010年現在88カ国が加盟している。IDSFは1997年9月5日に行われた国際オリンピック委員会総会で、承認団体にすることが決まった。2011年6月、「世界ダンススポーツ連盟」に改称。
もともと社交ダンスのスタンダード&ラテンをメインとしていた。「ブレイキン」の名でブレイクダンスのダンスバトル競技を始めた。WDSFは社交界とストリートという対極の世界が共存することとなった。スタンダード&ラテンを差し置き、ブレイキンが2018年ブエノスアイレスユースオリンピックで正式競技となり、2024年パリオリンピックで追加種目となった。
かつては日本では主流の国内競技連盟である日本チアリーディング協会が加盟する国際競技連盟である国際チアリーディング連盟（IFC）を傘下に置きチアリーディングおよびチアダンスのチア競技も担当分野としていたが、国際競技連盟の集まりであるスポーツアコード（のちの国際競技連盟連合（GAISF））が日本スポーツチア&ダンス連盟が加盟する国際チアリーディング連合（ICU）をスポーツアコード内のチア競技の国際競技連盟に統一するべきとの判断を下しので、IFCを傘下からはずし、チア競技を担当しなくなった。
日本における加盟団体の国内競技連盟は、公益社団法人日本ダンススポーツ連盟である。

## 主催大会
- 世界選手権大会（各国代表1組）
- ワールドカップ（各国代表1組）
- ヨーロッパ選手権（各国代表2組）
- アジア選手権（各国代表2組）
- アジア太平洋選手権（各国代表2組）
- 世界10ダンス選手権大会（各国代表1組）

2007年は三笠宮杯全日本ダンススポーツ選手権大会との同時開催で日本・東京体育館で開催した。